# Charles-Édouard Brown-Séquard
Charles-Édouard Brown-Séquard (variante Charles Edward) FRS (8 de abril de 1817 – 2 de abril de 1894) fue un fisiólogo y neurólogo mauriciano que, en 1849, describió por primera vez el ahora llamado síndrome de Brown-Sequard.